# Venceslau al II-lea al Boemiei
Venceslau al II-lea (în cehă Václav, în poloneză Wacław) (n. 27 septembrie 1271, Praga, Regatul Boemiei – d. 21 iunie 1305, Praga, Regatul Boemiei) a fost rege al Boemiei (1297–1305), duce al Cracoviei (1291–1305) și rege al Poloniei (1300–1305) ca Venceslau I. El a fost penultimul domnitor din dinastia Přemyslid.
În copilărie, între 1279 și 1283, Venceslau a trăit în Brandenburg sub supravegherea tutorelui său, Otto al V-lea. Întors la Praga tânărul rege s-a aflat până în 1288 sub influența lui Záviš de Falkenstein. El a reușit să obțină coroana poloneză în 1300. În 1301 a obținut coroana Ungariei pentru fiul său Venceslau al III-lea.
Spre deosebire de tatăl său, Ottokar al II-lea, Venceslau nu a cucerit teritoriile, ci le-a obținut mai ales prin diplomație. De aceea posteritatea l-a considerat până în secolul al XX-lea ca fiind un conducător slab care își datora succesul în primul rând banilor, dar care depindea de consilierii lui. Fiind stăpânul minelor de argint din Boemia, el a avut suficiente resurse pentru a se implica și afirma în politica europeană și pentru a asigura o lungă perioadă de pace în Boemia.

## Biografia

### Nașterea
Venceslau s-a născut în Cetatea din Praga în 1271 ca mult așteptatul moștenitor al tronului regelui Ottokar al II-lea. Tatăl său a fost rege al Boemiei din 1253 și dobândise  prin forță în 1251 ducatele Austria, Stiria, Carintia și Craina. Prima sa căsătorie cu Margareta de Babenberg a rămas fără urmași. Dintre copiii născuți de a doua sa soție, Cunigunda de Halitsch, doar două fete mai trăiau în 1271: Cunigunda și Agnes. La naștere, Venceslau era singurul fiu legitim, moștenitor al unui teritoriu care se întindea de la Munții Sudeți până la Marea Adriatică.
Regatul lui Ottokar al II-lea s-a destrămat datorită conflictului cu Rudolf I de Habsburg, căruia el nu-i recunoscuse alegerea ca rege romano-german în 1273 și refuzase să recunoască teritoriile stăpânite de acesta ca feude imperiale. În 1275 Rudolf i-a impus interdicția imperială.  În 1276 ostilitatea s-a transformat într-un conflict armat în care Ottokar a fost învins. Cu excepția teritoriilor sale ereditare, el a pierdut toate teritoriile și a trebuit să-i promită lui învingătorului doi dintre copiii săi: Cunigunda urma să devină soția lui Hartmann, fiul lui Rudolf, iar Venceslau urma să se căsătorească cu una dintre fiicele lui Rudolf. Totuși conflictul dintre cei doi conducători a continuat și s-a încheiat în 1278 cu Bătălia de la Marchfeld, în care Ottokar al II-lea a murit. Venceslau, în vârstă de șapte ani, era acum rege al Boemiei.

### Prizonieratul

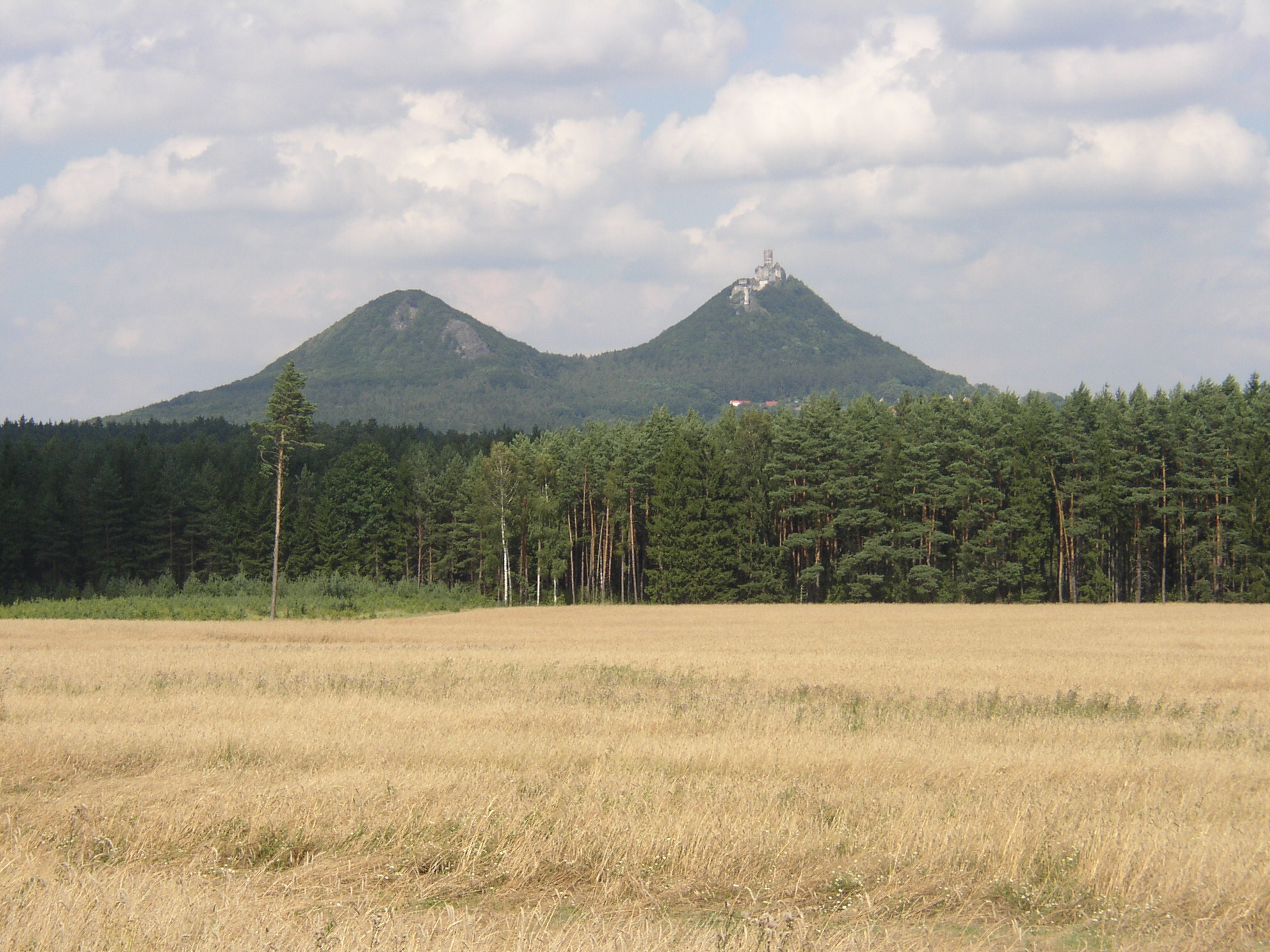
Castelul Bezděz în care Venceslau al II-lea a petrecut în 1279 primele luni de captivitate

Înainte de Bătălia de la Marchfeld, Ottokar al II-lea a desemnat ca tutore al lui Venceslau pe nepotul său, margraful Otto al V-lea de Brandenburg. La solicitarea Cunigundei, regina văduvă, la sfârșitul verii lui 1278 Otto a intrat în Boemia cu o armată de câteva sute de oameni. Regența lui Otto s-a transformat repede în teroare. Trupele din Brandenburg au prădat țara. După puțin timp nobilimea, biserica și regina văduvă s-au revoltat împotriva lui Otto. În octombrie 1278 Cunigunda i-a cerut lui Rudolf de Habsburg medierea, dar comisia de negociere a confirmat calitatea lui Otto de tutore și conducător al Boemiei. Rudolf a păstrat Moravia sub controlul său pentru încă cinci ani. Pentru a-și asigura puterea, Otto de Brandenburg l-a dus pe Venceslau de la reședința Cunigundei la Cetatea din Praga în ianuarie 1279, însă acest lucru nu a fost suficient. În februarie Venceslau și mama sa au fost mutați la Castelul Bezděz. De atunci, tânărul rege a fost ostatic al regentului.
Se pare că regina nu a fost ținută captivă. Ea a părăsit castelul după două sau trei luni în direcția Troppau, unde se aflau domeniile ei de văduvă. Venceslau a rămas prizonierul lui Otto. La sfârșitul verii anului 1279, margraful l-a scos din țară mutându-l în cetatea Spandau din Brandenburg (astăzi un cartier în Berlin), unde Venceslau a rămas până în 1282. Prizonieratul lui Venceslau a păstrat imaginea descrisă de cronica lui Peter von Zittau („Königssaaler Chronik”) potrivit căreia acesta era ținut înfometat, zdrențuit și în mizerie - ceea ce însă nu a putut fi dovedit. Sigur este că Venceslau al II-lea și Otto al V-lea au avut ulterior un contact strâns și se pare că bazele educației lui au fost puse în acea perioadă. Ulterior el vorbea fluent germană și latină, avea cunoștințe de teologie, drept și medicină și compunea versuri, însă nu a învățat să citească și să scrie.
Pe de altă parte, situația țării s-a înrăutățit în timpul regenței lui Otto. Foametea din Boemia în 1281–1282 (una dintre cele mai grave din Evul Mediu), a fost cauzată de conflictele aflate în desfășurare și de două recolte proaste. Țara a fost devastată de mercenari și de tâlhari, fiind în pericol de a se scufunda în haos. Reprezentanții nobilimii, ai clerului și ai stărilor generale au început negocierile cu Otto pentru readucerea regelui în țară. Aceste negocieri indică o schimbare fundamentală în ordinea statului. În absența unei puteri centrale, nobilimea a apărut pentru prima dată ca reprezentant unic al țării și și-a asumat responsabilitatea pentru soarta acesteia. Primele negocieri în primăvara anului 1282 au eșuat datorită sumei enorme cerute de Otto ca răscumpărare. El a adus prizonierul la Praga, dar a cerut 20 000 în loc de cele 15 000 livre de argint cerute inițial. Venceslau a rămas prizonier în Dresda la curtea margrafului de Meissen. Abia când negociatorii au promis margraviatul din nordul Boemiei ca gaj, Otto l-a eliberat. Pe 24 mai 1283 Venceslau s-a întors la Praga.

### Záviš de Falkenstein

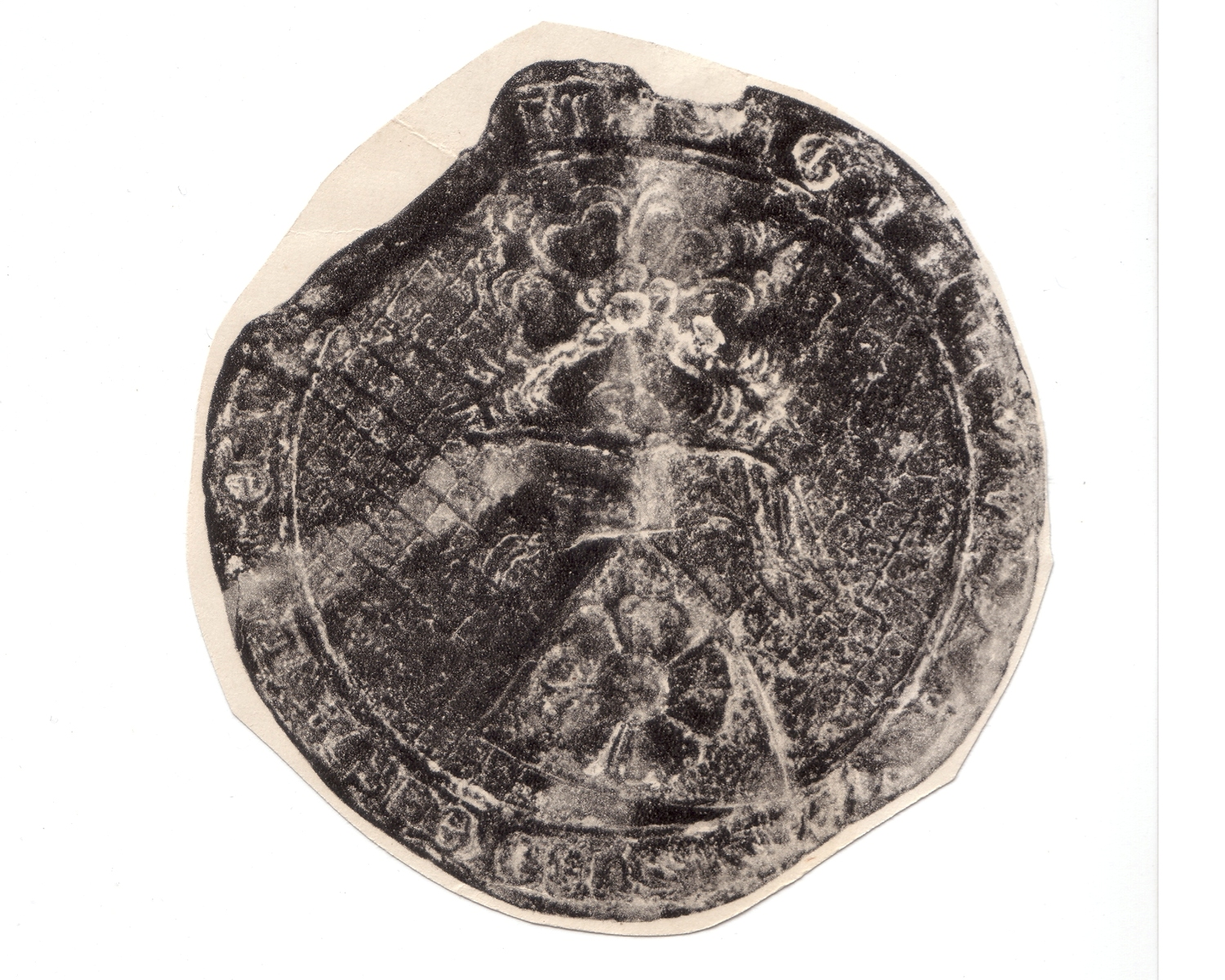
Sigiliul lui Záviš de Falkenstein

Praga a sărbătorit cu entuziasm întoarcerea regelui în mai 1283, dar tânărul de doisprezece ani nu putea încă să guverneze independent. Grupul de nobili care militase pentru eliberarea sa a primit cele mai importante funcții la curte. Liderul lor, Purkart de Janowitz, a devenit șeful curții și implicit educatorul și reprezentantul regelui. Aceasta a durat doar câteva luni. În 1283, Venceslau a rechemat-o pe mama sa Cunigunda la Praga și împreună cu ea, Záviš de Falkenstein a revenit la curte. Cariera burgravului aparținând influentei familii Wittigon din Boemia trecuse deja prin transformări extraordinare până în acel moment. În 1276 Záviš condusese o rebeliune împotriva lui Ottokar al II-lea, iar în 1280 intrase în serviciul reginei văduve și participase la rezistența împotriva lui Otto de Brandenburg. În 1283 el a venit la Praga ca soț al Cunigundei și tată al fiului ei cel mic, Ian. Căsătoria morganatică a fost un scandal, dar fusese încheiată conform legii și era deci valabilă. Tânărul rege a acceptat mezalianța, iar Cunigunda i-a lăsat lui Záviš sarcina pregătirii lui Venceslau. Practic, Záviš devenise astfel conducătorul țării. El însuși nu preluase această funcție, dar în iarna 1283/1284 a dat rudelor și prietenilor săi toate funcțiile importante de la curte. Grupul de nobili rămas fără putere a opus rezistență armată, însă a trebuit să accepte în mai 1284 un armistițiu de patru ani. Căsătoria oficială a fost încheiată de Záviš și Cunigunda între 1283 și 1285, data exactă a rămas necunoscută.
Chiar dacă puterea lui Záviš în Boemia părea inatacabilă, el nu a fost acceptat la curtea regelui romano-german. Acest lucru a fost evident la ceremonia căsătoriei lui Venceslau cu Iudita de Habsburg, fiica lui Rudolf I. Cei doi fuseseră deja logodiți în 1278/1279, dar căsătoria a avut loc abia în ianuarie 1285 la Eger, când mirii aveau 13 ani, vârsta legală pentru cununie. Cu această ocazie Venceslau a fost înfeudat de către socrul său cu teritoriile ereditare ale familiei sale. Záviš nu a fost prezent la ceremonie. Când Rudolf a părăsit orașul Eger, a luat-o pe fiica sa cu el. Abia în vara anului 1287 Rudolf a cedat presiunii părții boeme, iar tânăra regină s-a mutat la curtea din Praga. Un an mai târziu, Venceslau al II-lea a preluat guvernarea. Unul dintre primele sale acte oficiale a fost în 1288 o conspirație împotriva tatălui său vitreg, care se căsătorise din nou la trei ani după moartea Cunigundei și nu părea că va renunța la putere. Venceslau l-a chemat pe Záviš la castel sub un pretext  și l-a închis. În 1290, după doi ani de închisoare, Záviš de Falkenstein a fost decapitat în fața Castelului Hluboká. Se spune că regele, profund religios, a luat greu decizia execuției acestuia. Conform surselor contemporane lui, Venceslau a fondat Mănăstirea cisterciană de la Castelul Zbraslav ca ispășire pentru această decizie.

Stema familiei regelui Boemiei

### Domnia
Atât comparația cu carismaticul său tată, Ottokar al II-lea, cât și evenimentele spectaculoase și scandaloase din tinerețea lui Venceslau al II-lea au determinat modul în care el a fost judecat timp de mai multe secole. Venceslau a fost considerat un conducător slab, iar personalitatea sa a fost descrisă ca nevrotică până la morbidă, interesul posterității pentru perioada sa de domnie fiind unul redus. 
În perioada în care Venceslau al II-lea a guvernat independent (1290–1305) Europa Centrală a cunoscut o fază de stabilitate din punct de vedere politic și economic. Spre deosebire de predecesorii săi, Venceslau a guvernat bazându-se pe consilieri și pe diplomație, mai degrabă decât pe război și cuceriri. El nu a putut recâștiga teritoriile stăpânite anterior de tatăl său în regiunile alpine. Politica externă a Boemiei a fost orientată spre nord: spre Marca de Meißen, Pleißenland (regiune în vestul Saxoniei și estul Turingiei), dar mai ales spre Polonia. Ca principe elector, Venceslau a fost unul dintre principalii actori în politica Sfântului Imperiu Roman. Regii romano-germani Rudolf I, Adolf de Nassau și Albert I au fost suzeranii săi. Bogăția și puterea coroanei boeme a făcut din aceștia uneori parteneri de negociere și adesea adversari.

#### Boemia

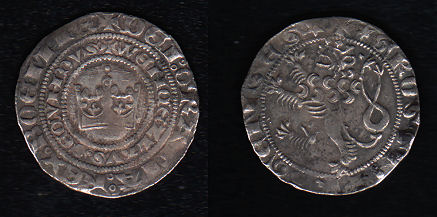
Monede din Praga (groschen de Praga)

Venceslau al II-lea a preluat o domnie relativ stabilă de la tatăl său vitreg. Pentru a pacifica definitiv țara și a ține sub control nobilimea devenită puternică, regele s-a bazat pe consilierii săi, mai ales pe cei ecleziastici. El a pus politica externă în mâinile diplomaților cu experiență: întâi l-a angajat pe episcopul Arnold de Bamberg (1290–1292), apoi pe Bernhard de Kamenz (1292–1296) și pe Peter de Aspelt (1296–1304).
Din punct de vedere economic, în jurul anului 1290 situația Boemiei se stabilizase din nou după declinul din perioada în care Venceslau fusese prizonier în Brandenburg. Dezvoltarea agriculturii datorată creșterii populației prin migrare internă în secolul al XIII-lea și mai ales noile zăcăminte bogate în argint din Kutná Hora, au creat condiții pentru creșterea economică. Încă înainte de 1300 aici era extras 41% din argintul prelucrat în Europa și 90% din argintul prelucrat în Boemia. Pentru a reglementa munca în mine și implicit cea mai importantă sursă de venit a vistieriei, la cererea lui Venceslau al II-lea a fost elaborată între 1300 și 1305 o lege a mineritului („Ius regale montanorum”), lege care parțial a rămas valabilă până în 1854. În 1300 s-a făcut o reformă monetară pentru creșterea valorii monedei redenumită „groschen de Praga”, care s-a impus și în țările vecine datorită stabilității sale. În timpul lui Venceslau al II-lea și al tatălui său, curtea de la Praga a reprezentat un centru cultural important, mai ales pentru literatura germană.
Încoronarea, spectacol strălucitor și demonstrație de putere a cuplului regal, a trebuit amânată de mai multe ori și nu a avut loc până în 1297. Festivitatea s-a încheiat tragic: în a șaptesprezecea zi după încoronare, regina Iudita a murit epuizată dând naștere celui de-al zecelea copil. Continuitatea dinastiei nu a fost asigurată în ciuda numărului mare de copii născuți, cinci dintre ei murind în primul an de viață. Venceslau al II-lea a reușit să încheie alianțe diplomatice prin căsătoriile fiicelor sale: Agnes a fost căsătorită cu Rupert al IV-lea de Nassau (fiul regelui romano-german Adolf de Nassau), Anna cu Henric de Carintia și Margareta cu Boleslav de Legnica. Elisabeta, destinată inițial vieții monahale, a rămas necăsătorită în timpul vieții tatălui ei. Un singur fiu, viitorul rege Venceslau al III-lea a ajuns la maturitate.

#### Polonia
La scurt timp după începutul domniei sale, Venceslau al II-lea s-a implicat în lupta pentru putere în Regatul Poloniei. Acesta fusese împărțit în ducate și nu rezitase particularismului feudal din secolul al XII-lea. Venceslau a căutat în mod sistematic aliați pentru a-și impune stăpânirea chiar dacă era doar parțială. În 1289 Casimir de Beuthen a fost primul duce polonez care a depus jurământul de vasal al lui Venceslau. În 1291 a câștigat suveranitatea asupra unei mari părți a Ducatelor Opole și Cracovia și a încheiat o alianță cu ducele Boleslav al II-lea al Mazoviei, căruia i-a dat-o de nevastă pe sora sa, Cunigunda de Boemia. În 1292 a cucerit Ducatul Sandomir deținut de ducele Vladislav cel Scurt, cel mai puternic adversar polonez al său, Venceslau devenind astfel cel mai puternic în provincia Polonia Mică.

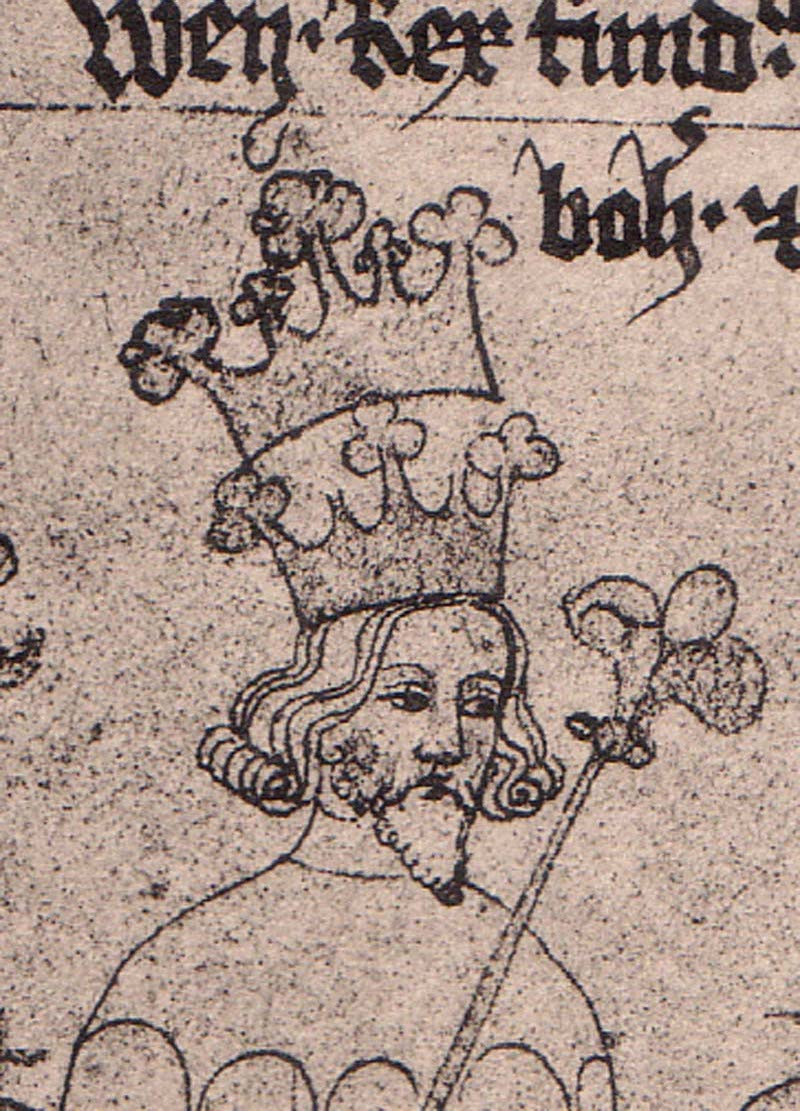
Venceslau al II-lea purtând coroana Boemiei și a Poloniei (ilustrație din Chronicon Aulae Regiae)

Politica lui Venceslau al II-lea a suferit un regres în 1295, când ducele Przemysł al II-lea, cel mai puternic om din ducatele Polonia Mare și Pomerania, a fost încoronat în mod surprinzător rege al Poloniei. Cu toate acestea, un an mai târziu el a fost asasinat. În calitate de succesor al acestuia, Vladislav cel Scurt s-a impus inițial ca duce al Poloniei Mari și al Pomeraniei. În 1299, ducele care avea mari datorii financiare a semnat un înțelegere cu Venceslau al II-lea, prin care s-a angajat să depună jurământul de vasal în schimbul unei sume de bani. El nu a respectat promisiunea, după care Venceslau l-a forțat în 1300 să plece în exil. Pe lângă faptul că deținea Polonia Mică, Venceslau al II-lea și-a impus stăpânirea în Polonia Mare, Pomerania, Cuiavia și Polonia Centrală. Doar câteva teritorii poloneze individuale nu erau încă sub controlul său direct (Mazovia, care era însă aliată cu el). Ca măsură de precauție, Venceslau al II-lea a cerut și a obținut consimțământul regelui romano-german Albert I pentru căsătoria cu Richza, singura fiică a regelui ucis, Przemysł al II-lea. Apoi Venceslau a intrat din nou în Polonia cu armata sa acest gest fiind doar o demonstrație de forță, deoarece nu mai exista nicio rezistență serioasă. El a fost încoronat la Gniezno în august 1300 după care a făcut reformele administrative necesare stabilității domniei sale. Printre altele, el a introdus funcția de staroste ca reprezentant regal, funcție care a rămas în uz și după moartea sa. Venceslau a rămas în regat până la sfârșitul anului 1300, când s-a întors la Praga. Ulterior el nu a mai revenit vreodată în Polonia.
Cea de-a doua soție a lui Venceslau avea doisprezece ani în 1300. Deși vârsta ei era deja suficientă pentru căsătorie, a avut loc doar o logodnă. Căsătoria a fost încheiată abia în 1303, când Richza a luat numele de Elisabeta. Din căsătoria lor s-a născut o singură fiică: Agnes. Nu este clar de ce Venceslau al II-lea a rămas văduv timp de șase ani după moartea Iuditei, în loc să se grăbească a avea noi moștenitori legitimi. După autorul Cronicii austriece în rime (Österreichischen Reimchronik), obiceiurile predominante la curtea din Praga în acei ani erau mai degrabă relaxate, sărbătorile erau aproape continue, iar tonul îl dădea amanta lui Venceslau, pe nume Agnes. La urma urmei, exista deja un moștenitor al tronului pentru cele două regate.

#### Ungaria

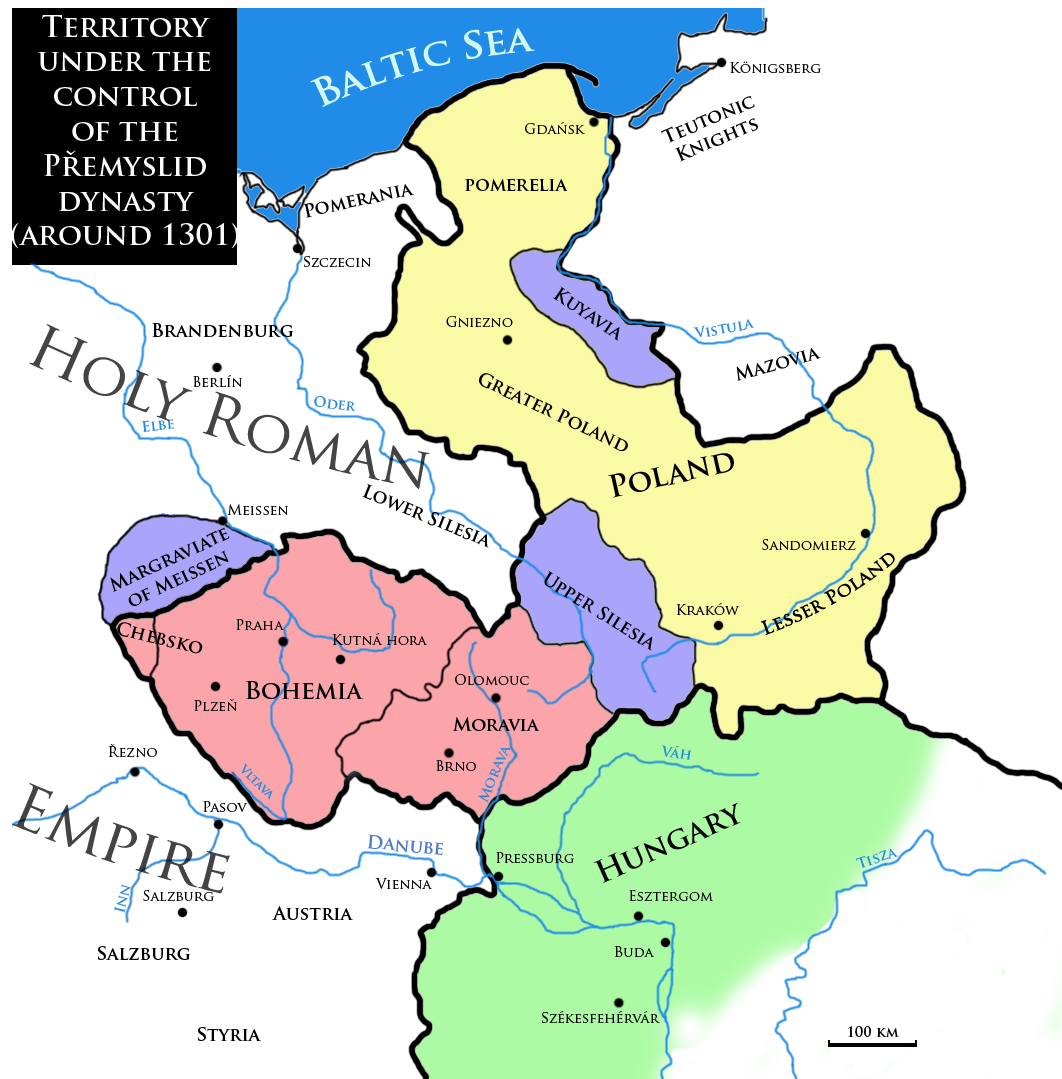
Teritoriul stăpânit de Venceslau al II-lea în jurul anului 1301

Cu puțin timp înainte de moartea lui Venceslau a treia țară, Ungaria, a intrat sub stăpânirea familiei Přemyslid. Moștenitorul tronului, Venceslau al III-lea, fusese deja logodit în 1298 cu prințesa Elisabeta a Ungariei. Când tatăl acesteia, Andrei al III-lea a murit în 1301, Carol Robert de Anjou a ridicat pretenții la tron. Nobilii maghiari au decis în favoarea regelui Boemiei, oferindu-i coroana Sfântului Ștefan. Venceslau al II-lea a ezitat deoarece povara financiară și riscurile erau mari. În cele din urmă, a fost de acord și l-a trimis pe fiul său în Ungaria care a fost ales rege în mai 1301 la Buda și încoronat în august la Székesfehérvár. Pentru a-și ilustra descendența din dinastia Arpadiană, Venceslau al III-lea a luat numele de Ladislau al V-lea.
Domnia aceasta a eșuat după doi ani datorită refuzului papei Bonifaciu al VIII-lea și al regelui Albert I de Habsburg de a-l recunoaște pe Venceslau al III-lea ca rege al Ungariei, în încercarea de a limita puterea familiei Přemyslid. Papa l-a declarat pe Carol de Anjou regele de drept al Ungariei pe 31 mai 1303. Bonifaciu al VIII-lea a murit în septembrie 1303, dar situația nu s-a schimbat în timpul succesorului său, Benedict al XI-lea. Venceslau al II-lea a fost nevoit să negocieze cu regele romano-german. Condițiile puse erau inacceptabile: Albert i-a cerut să renunțe la coroana Ungariei și a Poloniei, la revendicările teritoriale privitoare la Eger, Meissen și Palatinatul superior, pretinzând și o participare la minele de argint din Kutná Hora. Când Venceslau al II-lea a refuzat un astfel de acord, la sfârșitul lunii iunie 1304 Albert I i-a impus interdicția imperială. O confruntare între cele două puteri devenise iminentă. În primăvara anului 1304, Venceslau al II-lea s-a mutat în Ungaria pentru a-și sprijini fiul. Cel mai important consilier al său a trebuit să părăsească țara, iar tânărul rege era de fapt prizonier în propria țară. Confruntarea armată nu s-a concretizat, dar nobilii au schimbat partea și au refuzat să sprijine regele ales. După două luni, Venceslau al II-lea s-a retras la Praga împreună cu fiul său și a renunțat la tronul din Ungaria. La întoarcere, regele s-a îmbolnăvit de tuberculoză, boală căpătată probabil în timpul campaniilor militare.
Venceslau al II-lea a trebuit să facă față unei noi confruntări câteva luni mai târziu. În august 1304 Albert I de Habsburg alături de trupe de cavalerie cumane, au invadat Moravia. Nobilii din Boemia și Moravia erau de partea regelui lor, însă Venceslau al II-lea nu și-a permis nici de această dată să accepte provocarea la luptă. Totuși, armata lui Albert a fost distrusă: minerii din Kutná Hora au otrăvit apa cu praf de argint pe drumul inamicului, iar când Albert a dat ordin ca armata să se retragă deoarece se apropia iarna, trupele boeme au atacat soldații în retragere. Negocierile de pace începute de Venceslau în 1305 nu au mai fost finalizate.

### Moartea

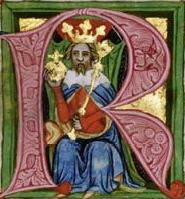
Inițială din Chronicon Aulae Regiae cu o miniatură de Venceslau al II-lea

Regele a zăcut șase luni înainte de a muri. Deoarece reședința sa din cetate arsese în 1303, bolnav fiind el locuia în casa bijutierului Conrad, în orașul vechi din Praga. Cronica din Königssaal descrie în detaliu modul organizat în care muribundul s-a ocupat de rezolvarea problemelor: și-a plătit datoriile, a asigurat mijloacele existeței viitoare a soției sale și a donat o parte din averea sa bisericii și săracilor. În cele din urmă s-a spovedit și s-a pocăit. După ce Venceslau a murit pe 21 iunie 1305, trupul său a fost adus cu corabia la Mănăstirea Königsaal și îngropat în biserica mănăstirii. Este posibil ca relatarea morții regelui să fi fost scrisă ca bază pentru argumentarea viitoarei sale canonizări care totuși nu a avut loc niciodată.
Când Mănăstirea Königsaal a fost distrusă de husiți, sicriele din cripta regală au fost jefuite, iar rămășițele au fost împrăștiate în biserică. Mai târziu, osemintele au fost colectate și depuse într-un altar din sacristie. La mijlocul secolului al XIX-lea Maximilian Millauer a pus la îndoială proveniența osemintelor, dar paleoantropologul Emanuel Vlček a reușit să confirme autenticitatea lor în a doua jumătate a secolului al XX-lea stabilind că acestea aparțineau într-adevăr regelui Venceslau al II-lea și fiicei sale, Elisabeta de Boemia. Rămășițele lor au fost reînhumate pe 23 iunie 1991 în Biserica Sf. Iacob din Zbraslav (în podeaua presbiteriului).
Venceslau al II-lea a fost penultimul rege din familia Přemyslid. Cu fiul și succesorul său, Venceslau al III-lea, care a fost asasinat în 1306, dinastia s-a stins după peste 400 de ani de domnie în Boemia.

## Căsătoriile și descendenții
Venceslau s-a căsătorit de două ori. Pe 24 ianuarie 1285 s-a căsătorit la Praga cu Iudita de Habsburg (1271–1297), fiica lui Rudolf I de Habsburg și a Gertrudei de Hohenberg. Iudita a murit la scurt timp după ce a născut al zecelea copil. Venceslau s-a căsătorit apoi în 1300 cu Elisabeta Richza a Poloniei (1286–1335), fiica lui Przemysł al II-lea (rege al Poloniei din 1295) și a soției lui Richeza a Suediei.
Din căsătoria cu Iudita de Habsburg au rezultat zece copii:
- Přemysl Ottokar (6 mai 1288 – 19 noiembrie 1288);
- Venceslau (1289–1306), căsătorit în 1305 cu Viola de Teschen (1291–1317);
- Agnes (1289–1296), sora geamănă a lui Venceslau;
- Anna Přemyslovna (1290–1313), căsătorită în 1306 cu Henric de Carintia (1265–1335), rege al Boemiei;
- Elisabeta (1292–1330), căsătorită în 1310 cu Ioan de Luxemburg (1296–1346), rege al Boemiei;
- Guta (1293–1294);
- Ioan (1294–1295);
- Ioan (1295–1296);
- Margareta de Boemia (1296–1322) căsătorită în 1308 cu Boleslav al III-lea (1291–1352) duce de Brieg;
- Guta (d. 1297).

Din căsătoria cu Elisabeta Richza a Poloniei a rezultat o fiică:
- Agnes de Boemia (1305–1337), căsătorită în 1316 cu Henric I, duce de Jawor.

De asemenea, Venceslau a avut numeroși copii nelegitimi, printre care Jan Volek (d. 1351), episcop de Olomouc.